# Coccidoxenoides perminutus
Coccidoxenoides perminutus  (лат.) — вид мелких паразитических хальцидоидных наездников из семейства Encyrtidae. Встречаются всесветно. Длина 0,8—0,9 мм. Основная окраска чёрная, ноги частично коричневато-жёлтые. Жгутик усиков с длинным последним члеником. Паразиты различных видов сосущих соки растений равнокрылых насекомых из семейств Щитовки (Diaspididae) и Мучнистые червецы (Pseudococcidae). Интродуцирован во многие регионы мира для борьбы с вредителями сельскохозяйственных культур (в том числе цитрусовых и винограда).

## Список хозяев
Источник:
- Щитовки (Diaspididae): Aspidiotus nerii, Carulaspis minima, Chionaspis striata
- Мучнистые червецы (Pseudococcidae): Allococcus quaesitus, Allococcus quaestius, Delottococcus quaesitus, Ferrisia virgata, Ferrisiana virgata, Maconellicoccus hirsutus, Phenacoccus madeirensis, Planococcoides njalensis, Planococcus sp., Planococcus citri, Planococcus ficus, Planococcus kenyae, Planococcus kraunhiae, Planococcus vovae, Pseudococcidae indet. sp., Pseudococcus sp., Pseudococcus bingervillensis, Pseudococcus calceolariae, Pseudococcus citri, Pseudococcus kraunhiae, Pseudococcus lilacinus, Pseudococcus maritimus, Pseudococcus njalensis, Spilococcus sp.